# Constance de Normandie
Ne doit pas être confondu avec Constance de Bretagne, qui fut aussi duchesse de Bretagne
Constance de Normandie (1061/65- 1090), est une fille de Guillaume le Conquérant († 1087), duc de Normandie puis roi d'Angleterre, et de Mathilde de Flandre († 1083). 

## Biographie
Elle épouse Alain IV de Bretagne en 1086, entre le 14 juillet et le 8 décembre.
Constance meurt sans descendance, le 13 août 1090, et fut enterrée dans l'église abbatiale Saint-Melaine à Rennes. 
En 1672, sa tombe fut découverte et ouverte, à l'intérieur on trouva des morceaux de laine dans lequel le corps avait été entouré, et une croix de plomb avec une épitaphe gravée avec son nom, celui de son père, de son époux et sa date de décès.
Son époux se remaria ensuite avec Ermengarde d'Anjou.